# Neurociências Forenses
A Neurociência Forense é um campo do conhecimento formado a partir da junção de conhecimentos da Neurologia Comportamental, Psiquiatria Forense, Neuropsicologia Forense e da Psicologia Jurídica com a finalidade de estudar e aplicar os conhecimentos da interface das Neurociências com o Direito para prestar esclarecimentos técnicos em esferas jurídicas.

## Áreas de aplicação e atuação
A aplicação pode ocorrer nas Áreas: previdenciária, trabalhista, civil, criminal e outras que envolvam dúvidas sobre o comportamento humano e sua repercussão judicial.  Sua aplicação prática pode contar com a colaboração de diversos profissionais, muitas vezes necessários para subsidiar, elaborar e assinar os respectivos laudos. No que tange a Psicologia, trata-se de princípios jurídicos fundamentais de compreensão, nomeadamente em matéria de perito da área de conteúdo específico de preocupação (por exemplo, a competência para julgamento, a guarda dos filhos e visitação, ou discriminação no local de trabalho), a fim de ser capaz de interagir adequadamente com os juízes, advogados e outros profissionais jurídicos.  Já no caso da psiquiatria forense o trabalho nos tribunais ocorre na avaliação de competência de um indivíduo para o julgamento, em defesas baseadas em transtornos mentais (ou seja, a defesa de insanidade) e de recomendações para condenação. 